# Itapororoca
Itapororoca là một đô thị thuộc bang Paraíba, Brasil. Đô thị này có diện tích 146,067 km², dân số năm 2007 là 15518 người, mật độ 106,2 người/km².